# Lasioglossum holostictum
Lasioglossum holostictum är en biart som först beskrevs av Cockerell 1940.  Lasioglossum holostictum ingår i släktet smalbin, och familjen vägbin. Inga underarter finns listade i Catalogue of Life.